# Sant Pere (monestir de l'Escorial)
Sant Pere, actualment en el Monestir de l'Escorial, és un quadre d'El Greco, que consta amb el número 274 en el catàleg d'obres d'aquest pintor, realitzat pel seu especialista Harold Wethey.

## Anàlisi
Oli sobre llenç; 207 x 105 cm.; circa 1608; Monestir d'El Escorial, Comunitat de Madrid.
Aquesta pintura és el pendant del Sant Ildefons (Monestir de l'Escorial). Aquestes dues obres no apareixen citades a la descripció del Monestir realitzada pel pare Francisco de los Santos l'any 1657, però sí que ho són a l'inventari de l'any 1698. Per tant, ambdós llenços degueren entrar a l'Escorial entre les dues dates esmentades.
Aquesta obra va ésser retallada, perdent-se bona part de la seva forma corva, a la part superior.
Amb aquest llenç i el seu pendant, El Greco inicia la seva etapa final, després del moment crític de les pintures del Retaules d'Illescas. En aquesta nova etapa dominen el cànon allargat, la deformació, un major barroquisme i una inusitada llibertat pictòrica. La indumentària esdevé valuosa en si mateixa, al marge de la seva funció representativa. El dibuix, tot i ésser perfecte, és desbordat pel color i la qualitat de les textures.
En aquest llenç dominen el groc del mantell i el color grisós del celatge, formant interessants jocs de llums i ombres. La llum desfà en gran part la concreció de les línies, i només el gran mestratge d'El Greco, representant el volum i suggerint la massa del cos, aconsegueix que la figura no s'esvaeixi. Per aquest motiu, accentua els contorns a l'espatlla esquerra i a la part alta del braç de Sant Pere, mentre fa el contrari a la part baixa del mantell. Tant la qualitat inventiva, la improvisació, com la dissolució ensems, es fan paleses a l'espectacular cap de la figura.

## Procedència
- Església de San Vicente, Toledo (fins circa 1660)